# Yasser Ameur
Yasser Ameur, alias L’Homme Jaune, est un artiste Algérien de Pop Art né en 1989 dans la ville de Blida.

## Biographie
Yasser Ameur, plus connu sous le nom de "L'Homme Jaune", est né à Blida en 1989, fils d'un  miniaturiste,.
Yasser a étudié l'art et le design à l'université de Mostaganem, puis s'est inscrit à l'école des beaux-arts de la même ville. C'est dans les cafés de la ville, au public changeant, que Yasser puise son inspiration, discutant avec des personnes différentes sur des sujets très variés.
Yasser crée dans plusieurs cafés, où il s'inspire de tout ce qui l'entoure, prenant plaisir à dessiner en présence d'un public,.
A travers son travail, Yasser caricature la société algérienne et ses travers. Son art se caractérise par la présence de personnages à la peau jaune dans ses images saisissantes.
L'exposition "Simulacre" de Yasser en 2023 critique la relation addictive de la société avec le monde virtuel et les médias numériques.

## Expositions
Yasser Ameur expose dans plusieurs pays depuis 2015.
Algérie / Espagne / Belgique / Royaume-Uni / France / Pays-Bas, ses peintures voyageant de Paris à Madrid,.
- En Février 2016, L'Homme Jaune expose à Madrid, lors de la 11e Foire internationale d'Art contemporain[7].
- Du 28 avril au 2 mai 2016, il est à l'affiche du Grand Marché de l'art contemporain (GMAC) de Bastille à Paris[3].
- En Mai 2016, il participe à l'exposition Picturie générale au Marché Volta, Alger[8].
- Il est innauguré au Musée d'Art moderne d'Oran en 2017[9].
- Le journal de L’Homme Jaune est exposé à la Galerie d'art "Seen Art" à Dely Ibrahim, une exposition individuelle[2],[10].
- Yasser présente son exposition "Simulacre" à la galerie d'art Seen Art à Alger entre juillet et septembre 2023[5].

### Prix
3e place, prix  Ali-Maâchi en 2013, lors de l'exposition de la 3e Biennale méditerranéenne d'art contemporain à Oran.